# Cathédrale de Santa Severina
La cathédrale de Santa Severina est une église catholique romaine de Santa Severina, en Italie. Il s'agit d'une cocathédrale de l'archidiocèse de Crotone-Santa Severina.
Elle date du XIIIe siècle mais a été surtout remaniée au XVIIe siècle. 
Cette Cathédrale est remarquable pour son extérieur d'une part ( noter la coupole décorée de majoliques en "écailles de poisson " dans les tons jaune/orange et vert) et son intérieur d'autre part.
On peut en effet y admirer un baptistère byzantin de forme circulaire et encadré de quatre annexes datant du Xe siècle  .Il est entouré de huit colonnes en marbre. On y voit aussi une fresque datant du XVe siècle  (à gauche en entrant) représentant une vierge à l'enfant entourée de St François de Paul avec son bâton de pèlerin et un évêque avec sa crosse, un Christ en bois de la même époque (dans une chapelle à droite). La dernière chapelle à droite ,est dédiée à Santa Anastasia, qui fut martyrisée en refusant d'abjurer sa foi (brûlée vive sur le bûcher en 304 par l'empereur Dioclétien à Smyrne en Turquie actuelle). Après sa conversion au christianisme,  elle s'occupe des martyrs chrétiens emprisonnés. Ses attributs sont la branche de palmier ou le pot médicinal.